# Олетти
Олетти́ (каз. Өлетті) — колишнє село у складі Алгинського району Актюбинської області Казахстану. Входило до складу Токмансайського сільського округу. Ліквідоване у 2015 році.
В Радянські часи село називалось Олетті.
Населення — 106 осіб (2009; 190 в 1999).